# Hodbina
Hodbina (en serbe cyrillique : Ходбина) est un village de Bosnie-Herzégovine. Il est situé sur le territoire de la ville de Mostar, dans le canton d'Herzégovine-Neretva et dans la fédération de Bosnie-et-Herzégovine. Selon les premiers résultats du recensement bosnien de 2013, il compte 884 habitants.

## Géographie
Le village est situé sur la rive gauche de la Neretva.

## Démographie

### Évolution historique de la population
| 1948 | 1953 | 1961 | 1971 | 1981  | 1991  | 2013 |
| ---- | ---- | ---- | ---- | ----- | ----- | ---- |
| -    | -    | 851  | 920  | 1 026 | 1 156 | 884  |

|  |